# Prekaja
Prekaja (en serbe cyrillique : Прекаја) est un village de Bosnie-Herzégovine. Il est situé dans la municipalité de Drvar, dans le canton 10 et dans la fédération de Bosnie-et-Herzégovine. Selon les premiers résultats du recensement bosnien de 2013, il compte 116 habitants.

## Démographie

### Évolution historique de la population
| 1948 | 1953 | 1961 | 1971 | 1981 | 1991 | 2013 |
| ---- | ---- | ---- | ---- | ---- | ---- | ---- |
| -    | -    | 817  | 656  | 574  | 430  | 116  |

|  |

### Répartition de la population par nationalités (1991)
En 1991, les 430 habitants du village étaient tous serbes.

### Communauté locale
En 1991, la communauté locale de Prekaja comptait 1 270 habitants, répartis de la manière suivante :